# 2B11

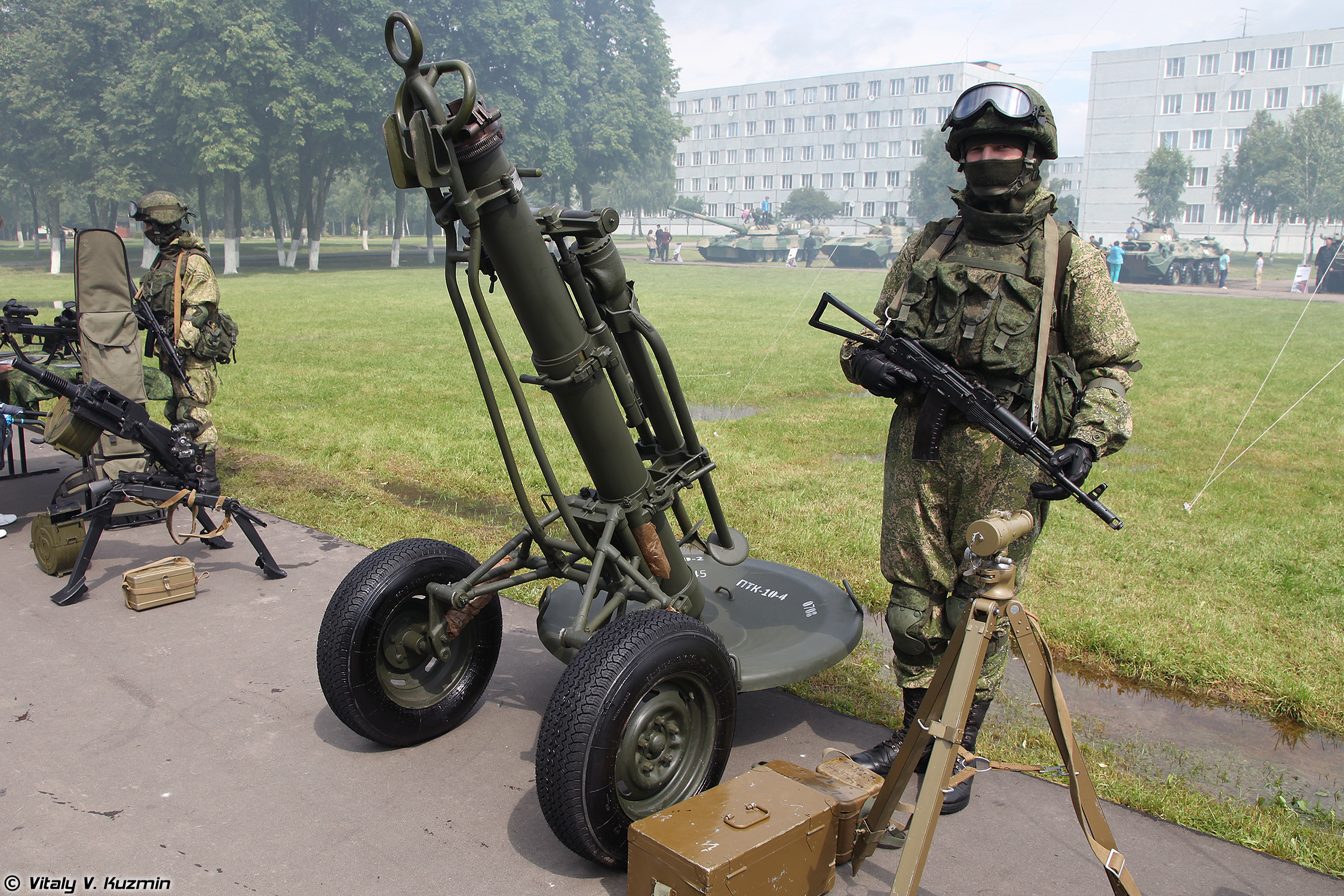
けん引状態の2B11迫撃砲

2B11 120mm迫撃砲（ロシア語: 120-мм возимый миномёт 2Б11）とはロシア陸軍にて運用されている迫撃砲である。通称は『サニ（ソリという意味）』。

## 概要
2B11は1981年にPM-43重迫撃砲の後継として開発された120㎜口径の重迫撃砲であり、PM-43に比べて軽量化が図られている。

## 諸元
- 採用　1981年
- 開発　モトビリヒンスキー・ザヴォディ
- 口径　120㎜
- 重量　210kg
- 有効射程　7.18㎞
- 発射速度　15発/分

## 運用国

### 現在の運用国
- アゼルバイジャン - 2024年時点で、アゼルバイジャン陸軍が180組の2S12を保有[2]。
- ベラルーシ
- エジプト
- エストニア
- ジョージア - 2024年時点で、ジョージア陸軍が14門の2B11を保有[3]。
- コートジボワール
- カザフスタン - 2023年時点で、カザフスタン陸軍が45門の2B11を保有[4]。
- キルギスタン
- ラトビア
- リトアニア - 2024年時点で、リトアニア陸軍が20門の2B11を保有[5]。
- ポーランド
- ロシア
- ウクライナ
- ウズベキスタン - 2023年時点で、ウズベキスタン陸軍が5門の2B11、19組の2S12を保有[6]。
- ベネズエラ

### かつての運用国
- リビア
- モルドバ
- ソビエト連邦
- ドイツ民主共和国